# Zappa in New York
Zappa in New York ist ein Live-Album von Frank Zappa. Es wurde bei einer Reihe von Konzerten im Palladium in New York City im Dezember 1976 aufgenommen.

## Hintergrund
Zappa wollte das Album ursprünglich 1977 veröffentlichen, aber die Veröffentlichung verzögerte sich wegen Unstimmigkeiten zwischen Zappas DiscReet Records-Label und dem Vertrieb von Warner Bros. Records. 1977 erschien nur eine kleine Anzahl von LPs und Kassetten mit der von Zappa beabsichtigten Track-Liste. Kurz danach entfernte Warner ohne Genehmigung das Lied „Punky’s Whips“. Warner stellte auch die Trackreihenfolge neu zusammen, bevor das Album 1978 veröffentlicht wurde.
Als Zappas Vertriebsvertrag mit Warner 1982 endete, fielen die Rechte an ihn zurück. Zappa gab das Album als eine neu abgemischte Doppel-CD im Jahr 1991 heraus, auf der auch „Punky’s Whips“ wieder erschien. Die CD-Version enthielt allerdings eine Gitarren-Playback-Version sowie vier Bonustracks, darunter eine deutlich längere Version von „Titties and Beer“.
Auf dem Album spielen Mitglieder der Saturday Night Live Band, etwa Lou Marini und Tom Malone als auch die Brecker Brothers. Zusätzlich wurde Don Pardo von Zappa zu den Palladium-Konzerten eingeladen. Er verlas die einleitenden Kommentare zu „Punky’s Whips“ und „The Illinois Enema Bandit“.
Zappa in New York präsentierte überwiegend neues Material. „Punky’s Whips“, eine Story über Terry Bozzios Vernarrtheit in Punky Meadows, dem Gitarristen der Band Angel. Auch das humoristische „Titties and Beer“ mit Terry Bozzio in der Rolle des Teufels, mit dem Zappa versucht, die Wiedererwerbung der im Titel genannten Dinge zu verhandeln. Neben den amüsanteren Liedern präsentiert Zappa auch musikalisch komplexere Stücke wie „The Black Page“ und „Manx Needs Women“.
„The Purple Lagoon“, ein längeres Instrumentalstück, welches auf der Original-Doppel-LP die gesamte vierte Seite einnahm und u. a. Themen des bis dato unveröffentlicht gebliebenen „Approximate“ aus der „Grand Wazoo“-Zeit verarbeitete, offerierte Soloeinlagen der Brecker Brothers (Bläser), des Bassisten Patrick O’Hearn, des Saxophonisten Ronnie Cuber sowie von Zappa selbst (elektrische Gitarre). Daneben gab es auch Aufnahmen älterer Stücke, wie der neu arrangierte Walzer „Sofa“, der ursprünglich auf One Size Fits All erschienen war, sowie mit „Big Leg Emma“ eine alte Nummer der Mothers of Invention.

## Titelliste

### LP von 1978
Alle Stücke von Frank Zappa.
Seite eins
1. Titties & Beer – 5:39
2. I Promise Not to Come in Your Mouth – 2:50
3. Big Leg Emma – 2:17

Seite zwei
1. Sofa – 3:15
2. Manx Needs Women – 1:40
3. The Black Page Drum Solo/Black Page #1 – 4:06
4. The Black Page #2 – 5:31

Seite drei
1. Honey, Don’t You Want a Man Like Me? – 4:15
2. The Illinois Enema Bandit – 12:31

Seite vier
1. The Purple Lagoon – 16:57

### CD-Ausgabe
Disk eins
1. Titties & Beer – 7:36
2. Cruisin‘ for Burgers – 9:12
3. I Promise Not to Come in Your Mouth – 3:32
4. Punky’s Whips – 10:51
5. Honey, Don’t You Want a Man Like Me? – 4:12
6. The Illinois Enema Bandit – 12:41

Disk zwei
1. I’m the Slime – 4:24
2. Pound for a Brown – 3:41
3. Manx Needs Women – 1:51
4. The Black Page Drum Solo/Black Page #1 – 3:50
5. Big Leg Emma – 2:17
6. Sofa – 2:56
7. Black Page #2 – 5:36
8. The Torture Never Stops – 12:35
9. The Purple Lagoon/Approximate – 16:40

### Zappa in New York – Deluxe
2019 erschien die aus fünf CDs bestehende Edition Zappa in New York – Deluxe; sie enthält neben dem Original-Album in neuem Mastering durch Bob Ludwig drei Stunden bislang unveröffentlichtes Material der Konzerte aus dem New Yorker Palladium. Des Weiteren enthält die Edition neue Liner Notes mit Texten von Ruth Underwood, Ray White und Joe Travers.

## Mitwirkende Musiker
- Frank Zappa – Dirigent, Keyboards, Gitarre, Gesang, Produzent
- Ray White – Gitarre, Gesang
- Eddie Jobson – Keyboard, Geige, Gesang
- Patrick O’Hearn – Bass, Gesang
- Terry Bozzio – Schlagzeug, Gesang
- Ruth Underwood – Perkussion, Synthesizer, Playback
- Don Pardo – Erzählung
- Dave Samuels – Timpani, Vibraphon
- Randy Brecker – Trompete
- Michael Brecker – Tenorsaxophon, Flöte
- Lou Marini – Alt-Saxophon, Flöte
- Ronnie Cuber – Baritonsaxophon, Klarinette
- Tom Malone – Posaune, Trompete, Piccoloflöte
- John Bergamo – Perkussion Playback
- Ed Mann – Perkussion Playback
- Lou Anne Neill – Harfe Playback

## Chartplatzierungen
| ChartsChartplatzierungen       | Höchstplatzierung | Wochen |
| ------------------------------ | ----------------- | ------ |
| Deutschland (GfK)              | 20 (1 Wo.)        | 1      |
| Österreich (Ö3)                | 74 (1 Wo.)        | 1      |
| Schweiz (IFPI)                 | 64 (1 Wo.)        | 1      |
| Vereinigte Staaten (Billboard) | 57 (8 Wo.)        | 8      |
| Vereinigtes Königreich (OCC)   | 55 (1 Wo.)        | 1      |